# Rieux-en-Val
Pour les articles homonymes, voir Rieux.
Rieux-en-Val  est une commune française située dans le centre du département de l'Aude, en région Occitanie.
Sur le plan historique et culturel, la commune fait partie du massif des Corbières, un chaos calcaire formant la transition entre le Massif central et les Pyrénées. Exposée à un climat méditerranéen, elle est drainée par le Sou, le ruisseau de Domneuve, le ruisseau de Taurize et par divers autres petits cours d'eau. La commune possède un patrimoine naturel remarquable : un site Natura 2000 (les « Corbières occidentales ») et trois zones naturelles d'intérêt écologique, faunistique et floristique.
Rieux-en-Val est une commune rurale qui compte 86 habitants en 2022, après avoir connu un pic de population de 234 habitants en 1886. Elle fait partie de l'aire d'attraction de Carcassonne. Ses habitants sont appelés les Rieux-en-Valois et Rieux-en-Valoises.
Le patrimoine architectural de la commune comprend un immeuble protégé au titre des monuments historiques : le Pont-Vieux, inscrit en 1926.

## Géographie

### Communes limitrophes
Les communes limitrophes sont  Caunettes-en-Val, Lagrasse, Mayronnes, Serviès-en-Val et Taurize.
| Serviès-en-Val |              | Lagrasse         |
| Taurize        | Rieux-en-Val |                  |
|                | Mayronnes    | Caunettes-en-Val |

### Hydrographie
La commune est dans la région hydrographique « Côtiers méditerranéens », au sein du bassin hydrographique Rhône-Méditerranée-Corse. Elle est drainée par le Sou, le ruisseau de Domneuve, le ruisseau de Taurize, le ruisseau de Bonore, le ruisseau de Bouzoline, le ruisseau de la Close et le ruisseau des Garrigots, qui constituent un réseau hydrographique de 9 km de longueur totale,.
Le Sou, d'une longueur totale de 21 km, prend sa source dans la commune de Villar-en-Val et s'écoule d'ouest en est. Il traverse la commune et se jette dans l'Orbieu à Lagrasse, après avoir traversé 7 communes.

### Climat
Pour des articles plus généraux, voir Climat de l'Occitanie et Climat de l'Aude.
En 2010, le climat de la commune est de type climat méditerranéen franc, selon une étude s'appuyant sur une série de données couvrant la période 1971-2000. En 2020, Météo-France publie une typologie des climats de la France métropolitaine dans laquelle la commune est exposée à un climat méditerranéen et est dans la région climatique Provence, Languedoc-Roussillon, caractérisée par une pluviométrie faible en été, un très bon ensoleillement (2 600 h/an), un été chaud (21,5 °C), un air très sec en été, sec en toutes saisons, des vents forts (fréquence de 40 à 50 % de vents > 5 m/s) et peu de brouillards.
Pour la période 1971-2000, la température annuelle moyenne est de 14 °C, avec  une amplitude thermique annuelle de 15,7 °C. Le cumul annuel moyen de précipitations est de 718 mm, avec 8,4 jours de précipitations en janvier et 3,7 jours en juillet. Pour la période 1991-2020 la température moyenne annuelle observée sur la station météorologique la plus proche, située sur la commune d'Arquettes-en-Val à 3 km à vol d'oiseau, est de 14,3 °C et le cumul annuel moyen de précipitations est de 820,2 mm,. Pour l'avenir, les paramètres climatiques de la commune estimés pour 2050 selon différents scénarios d’émission de gaz à effet de serre sont consultables sur un site dédié publié par Météo-France en novembre 2022.

### Milieux naturels et biodiversité

#### Réseau Natura 2000

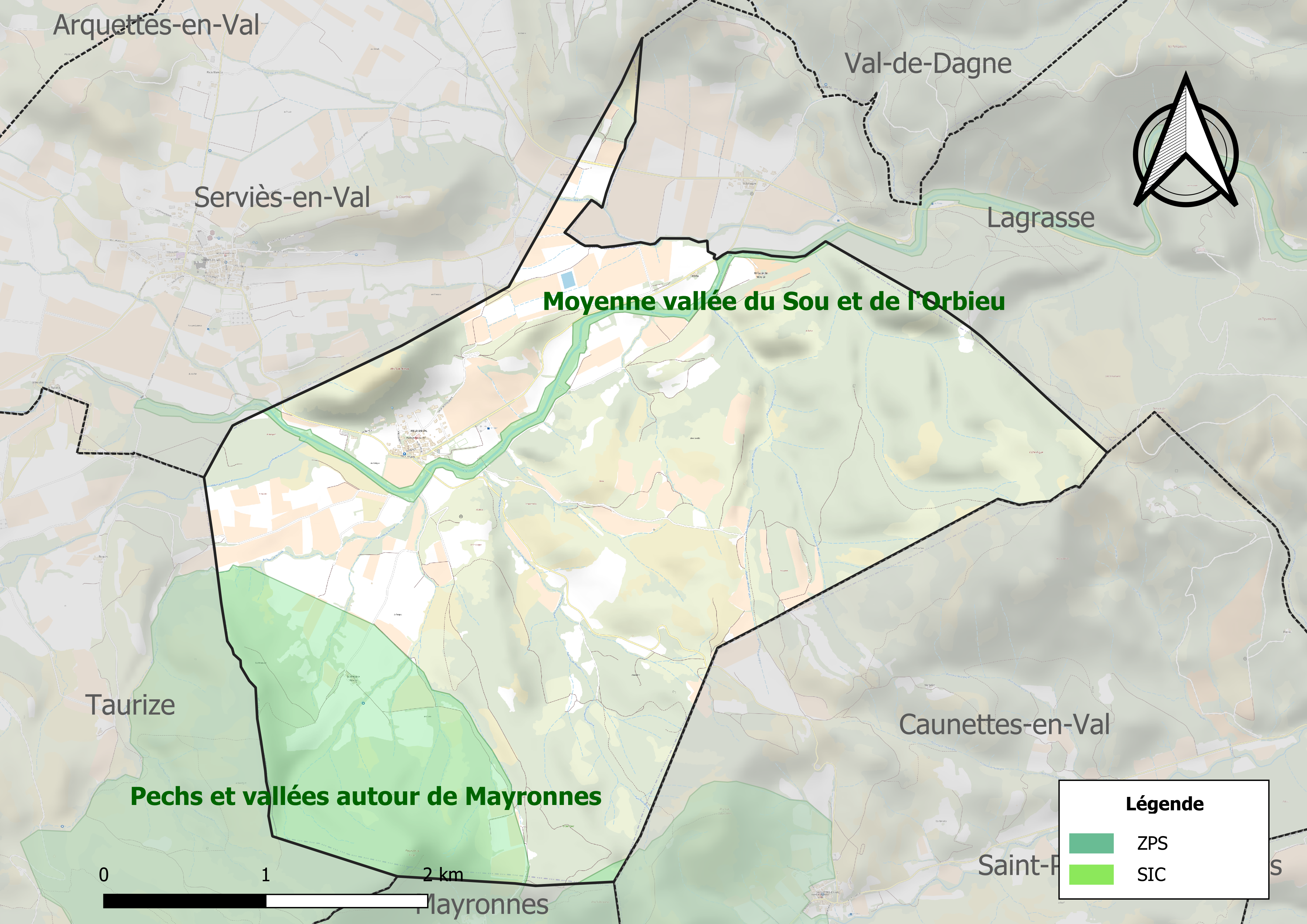
Sites Natura 2000 sur le territoire communal.

Le réseau Natura 2000 est un réseau écologique européen de sites naturels d'intérêt écologique élaboré à partir des directives habitats et oiseaux, constitué de zones spéciales de conservation (ZSC) et de zones de protection spéciale (ZPS).
Un site Natura 2000 a été défini sur la commune au titre  de la directive oiseaux : les « Corbières occidentales », d'une superficie de 22 912 ha, présentant des milieux propices à la nidification des espèces rupicoles : des couples d'Aigles royaux occupent partagent l'espace avec des espèces aussi significatives que le Faucon pèlerin, le Grand-duc d'Europe ou le Circaète Jean-le-Blanc.

#### Zones naturelles d'intérêt écologique, faunistique et floristique
L’inventaire des zones naturelles d'intérêt écologique, faunistique et floristique (ZNIEFF) a pour objectif de réaliser une couverture des zones les plus intéressantes sur le plan écologique, essentiellement dans la perspective d’améliorer la connaissance du patrimoine naturel national et de fournir aux différents décideurs un outil d’aide à la prise en compte de l’environnement dans l’aménagement du territoire.
Deux ZNIEFF de type 1 sont recensées sur la commune :
la « moyenne vallée du Sou et de l'Orbieu » (233 ha), couvrant 7 communes du département, et 
les « pechs et vallées autour de Mayronnes » (902 ha), couvrant 4 communes du département
et une ZNIEFF de type 2, : 
les « Corbières centrales » (68 810 ha), couvrant 56 communes dont 54 dans l'Aude et 2 dans les Pyrénées-Orientales.

Carte des ZNIEFF de type 1 et 2 à Rieux-en-Val.
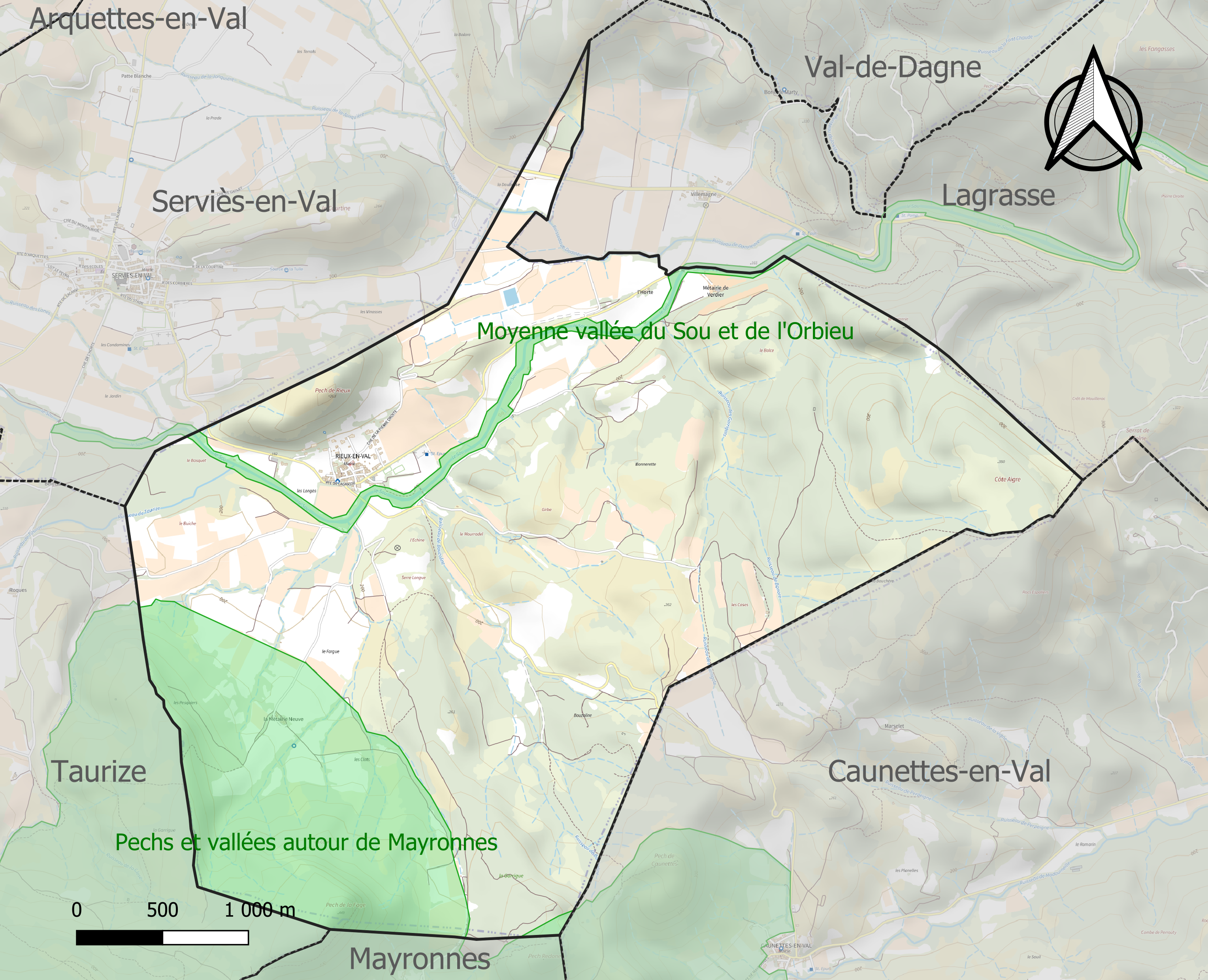
Carte des ZNIEFF de type 1 sur la commune.
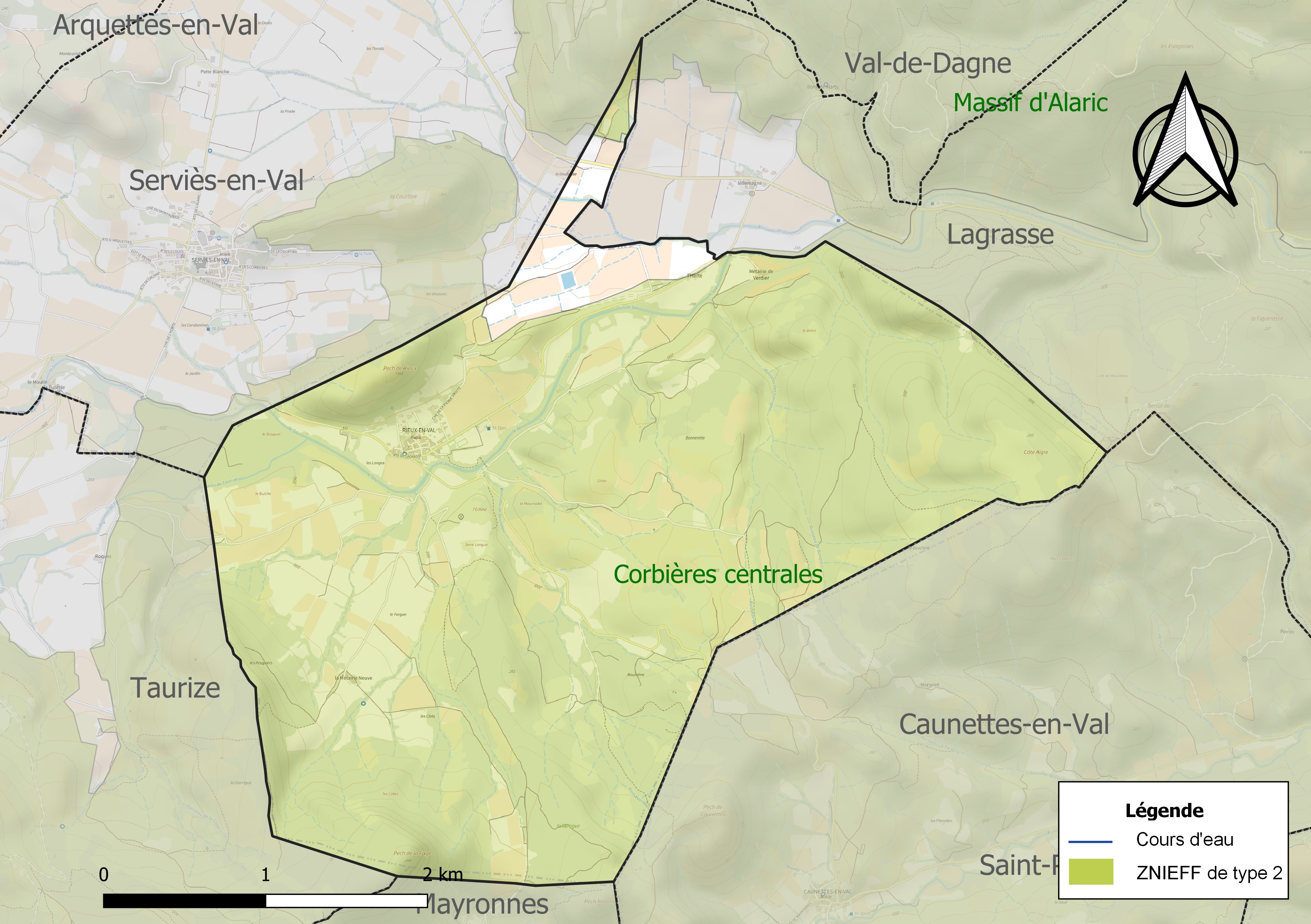
Carte de la ZNIEFF de type 2 sur la commune.

## Urbanisme

### Typologie
Au 1er janvier 2024, Rieux-en-Val est catégorisée commune rurale à habitat dispersé, selon la nouvelle grille communale de densité à 7 niveaux définie par l'Insee en 2022.
Elle est située hors unité urbaine. Par ailleurs la commune fait partie de l'aire d'attraction de Carcassonne, dont elle est une commune de la couronne,. Cette aire, qui regroupe 115 communes, est catégorisée dans les aires de 50 000 à moins de 200 000 habitants,.

### Occupation des sols
L'occupation des sols de la commune, telle qu'elle ressort de la base de données européenne d’occupation biophysique des sols Corine Land Cover (CLC), est marquée par l'importance des territoires agricoles (51,5 % en 2018), une proportion identique à celle de 1990 (51,5 %). La répartition détaillée en 2018 est la suivante : 
milieux à végétation arbustive et/ou herbacée (30,4 %), cultures permanentes (29,3 %), zones agricoles hétérogènes (22,2 %), forêts (16 %), espaces ouverts, sans ou avec peu de végétation (2,1 %). L'évolution de l’occupation des sols de la commune et de ses infrastructures peut être observée sur les différentes représentations cartographiques du territoire : la carte de Cassini (XVIIIe siècle), la carte d'état-major (1820-1866) et les cartes ou photos aériennes de l'IGN pour la période actuelle (1950 à aujourd'hui).

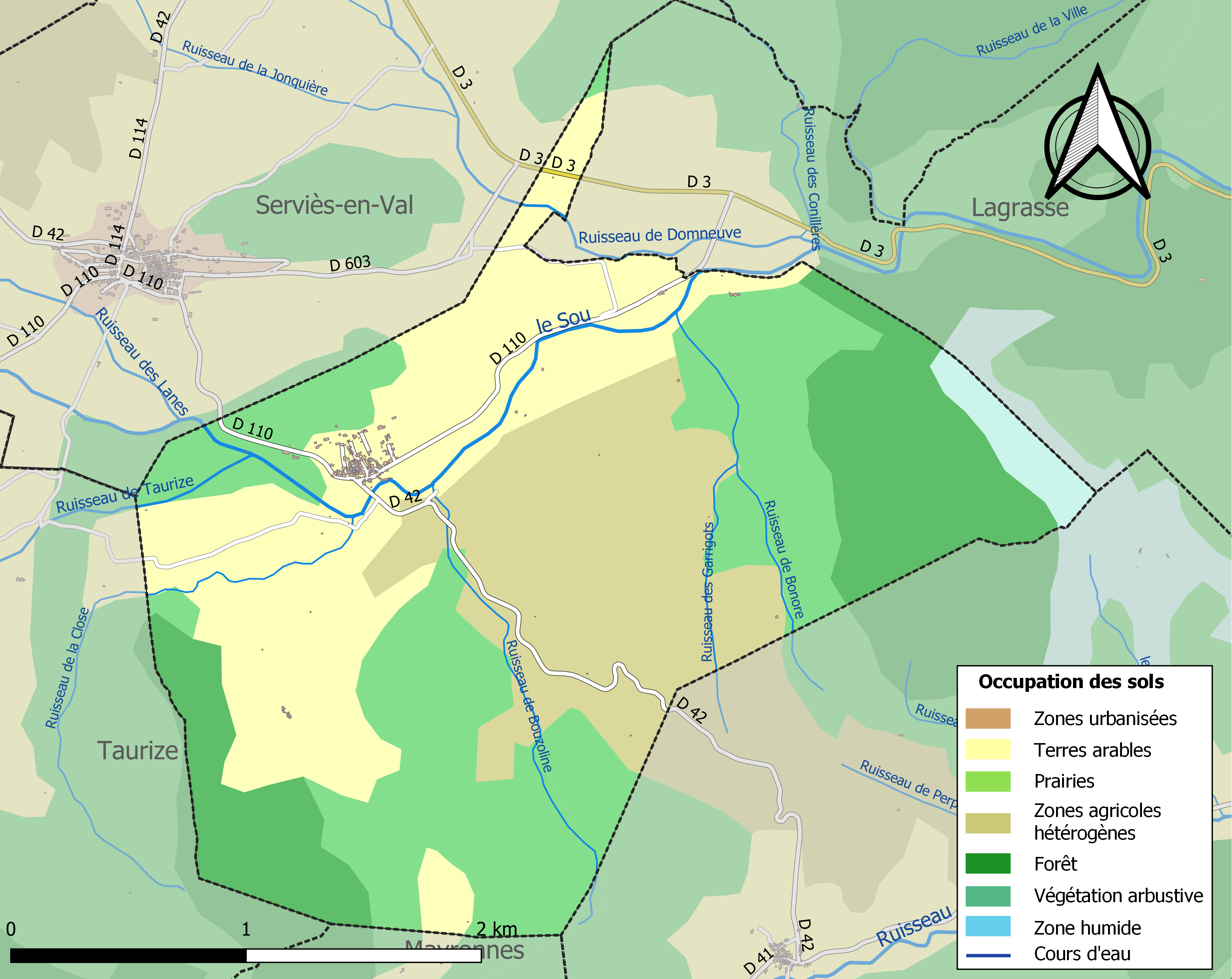
Carte des infrastructures et de l'occupation des sols de la commune en 2018 (CLC).

### Risques majeurs
Le territoire de la commune de Rieux-en-Val est vulnérable à différents aléas naturels : météorologiques (tempête, orage, neige, grand froid, canicule ou sécheresse), inondations, feux de forêts et séisme (sismicité faible). Un site publié par le BRGM permet d'évaluer simplement et rapidement les risques d'un bien localisé soit par son adresse soit par le numéro de sa parcelle.
Certaines parties du territoire communal sont susceptibles d’être affectées par le risque d’inondation par débordement de cours d'eau, notamment le ruisseau de Glandes. La commune a été reconnue en état de catastrophe naturelle au titre des dommages causés par les inondations et coulées de boue survenues en 1982, 1992, 1996, 1999, 2005, 2009, 2010, 2018 et 2020,.

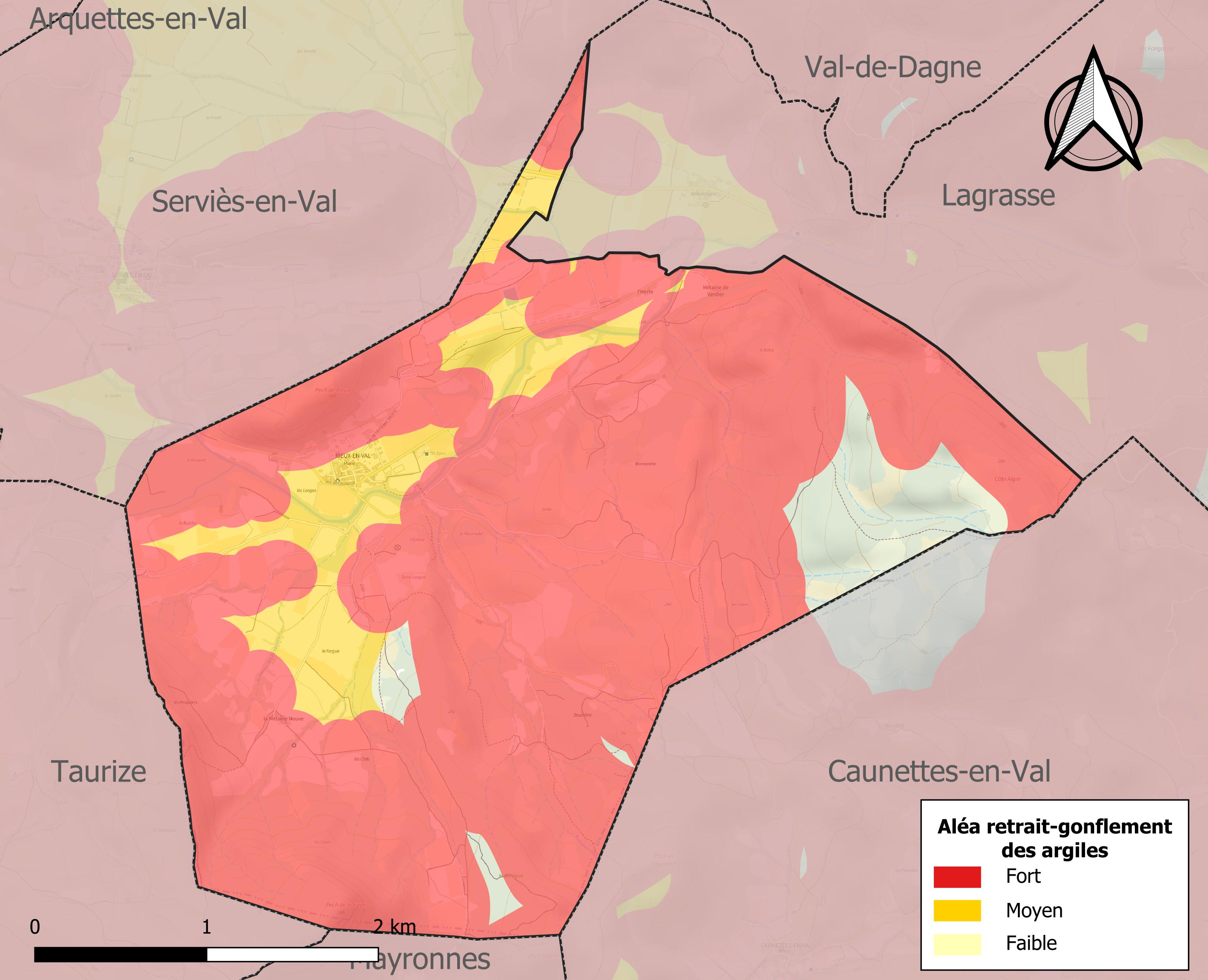
Carte des zones d'aléa retrait-gonflement des sols argileux de Rieux-en-Val.

Le retrait-gonflement des sols argileux est susceptible d'engendrer des dommages importants aux bâtiments en cas d’alternance de périodes de sécheresse et de pluie. 92,6 % de la superficie communale est en aléa moyen ou fort (75,2 % au niveau départemental et 48,5 % au niveau national). Sur les 75 bâtiments dénombrés sur la commune en 2019, 75 sont en aléa moyen ou fort, soit 100 %, à comparer aux 94 % au niveau départemental et 54 % au niveau national. Une cartographie de l'exposition du territoire national au retrait gonflement des sols argileux est disponible sur le site du BRGM,.

## Toponymie
Du terme latin Rivus qui accepte le sens de « petit cours d’eau », de « ruisseau » dont les bords sont toujours, en français, appelés "rives". Il a également produit le mot "rivière" de rip, aria, endroit où coule le cours d’eau, le rivage ou encore l’environnement immédiat d’un cours d’eau. Le mot "ruisseau" est utilisé dans sens général d'un cours d'eau.
La signification est le « ruisseau du Val ».

## Politique et administration

### Liste des maires
| Période                                  | Période  | Identité       | Étiquette | Qualité |
| ---------------------------------------- | -------- | -------------- | --------- | ------- |
| mars 2014                                | En cours | Xavier Bedos   |           |         |
| mars 2001                                | 2014     | Bernard Taudou |           |         |
| Les données manquantes sont à compléter. |          |                |           |         |

## Démographie
L'évolution du nombre d'habitants est connue à travers les recensements de la population effectués dans la commune depuis 1793. Pour les communes de moins de 10 000 habitants, une enquête de recensement portant sur toute la population est réalisée tous les cinq ans, les populations de référence des années intermédiaires étant quant à elles estimées par interpolation ou extrapolation. Pour la commune, le premier recensement exhaustif entrant dans le cadre du nouveau dispositif a été réalisé en 2004.

En 2022, la commune comptait 86 habitants, en évolution de −4,44 % par rapport à 2016 (Aude : +2,65 %, France hors Mayotte : +2,11 %).
| 1793 | 1800 | 1806 | 1821 | 1831 | 1836 | 1841 | 1846 | 1851 |
| ---- | ---- | ---- | ---- | ---- | ---- | ---- | ---- | ---- |
| 126  | 127  | 122  | 127  | 152  | 174  | 160  | 160  | 164  |

| 1856 | 1861 | 1866 | 1872 | 1876 | 1881 | 1886 | 1891 | 1896 |
| ---- | ---- | ---- | ---- | ---- | ---- | ---- | ---- | ---- |
| 173  | 132  | 128  | 146  | 168  | 205  | 234  | 208  | 170  |

| 1901 | 1906 | 1911 | 1921 | 1926 | 1931 | 1936 | 1946 | 1954 |
| ---- | ---- | ---- | ---- | ---- | ---- | ---- | ---- | ---- |
| 170  | 161  | 154  | 148  | 150  | 170  | 180  | 140  | 149  |

| 1962 | 1968 | 1975 | 1982 | 1990 | 1999 | 2004 | 2006 | 2009 |
| ---- | ---- | ---- | ---- | ---- | ---- | ---- | ---- | ---- |
| 121  | 105  | 99   | 86   | 82   | 84   | 73   | 71   | 88   |

| 2014 | 2019 | 2022 | - | - | - | - | - | - |
| ---- | ---- | ---- | - | - | - | - | - | - |
| 88   | 85   | 86   | - | - | - | - | - | - |

## Économie

### Emploi
| Division       | 2008   | 2013   | 2018   |
| -------------- | ------ | ------ | ------ |
| Commune        | 5,8 %  | 9,8 %  | 13 %   |
| Département    | 10,2 % | 12,8 % | 12,6 % |
| France entière | 8,3 %  | 10 %   | 10 %   |

En 2018, la population âgée de 15 à 64 ans s'élève à 47 personnes, parmi lesquelles on compte 69,6 % d'actifs (56,5 % ayant un emploi et 13 % de chômeurs) et 30,4 % d'inactifs,. En  2018, le taux de chômage communal (au sens du recensement) des 15-64 ans est supérieur à celui du département et de la France, alors qu'en 2008 la situation était inverse.
La commune fait partie de la couronne de l'aire d'attraction de Carcassonne, du fait qu'au moins 15 % des actifs travaillent dans le pôle,. Elle compte 5 emplois en 2018, contre 11 en 2013 et 19 en 2008. Le nombre d'actifs ayant un emploi résidant dans la commune est de 27, soit un indicateur de concentration d'emploi de 19 % et un taux d'activité parmi les 15 ans ou plus de 41,6 %.
Sur ces 27 actifs de 15 ans ou plus ayant un emploi, 3 travaillent dans la commune, soit 12 % des habitants. Pour se rendre au travail, 88,5 % des habitants utilisent un véhicule personnel ou de fonction à quatre roues, 3,8 % s'y rendent en deux-roues, à vélo ou à pied et 7,7 % n'ont pas besoin de transport (travail au domicile).

### Activités hors agriculture
4 établissements sont implantés  à Rieux-en-Val au 31 décembre 2019.
Le secteur de l'administration publique, l'enseignement, la santé humaine et l'action sociale est prépondérant sur la commune puisqu'il représente 25 % du nombre total d'établissements de la commune (1 sur les 4 entreprises implantées  à Rieux-en-Val), contre 13,2 % au niveau départemental.

### Agriculture
La commune est dans la « Région viticole » de l'Aude, une petite région agricole occupant une grande partie centrale du département, également dénommée localement « Corbeilles Minervois et Carcasses-Limouxin ». En 2020, l'orientation technico-économique de l'agriculture  sur la commune est la viticulture.
|               | 1988 | 2000 | 2010 | 2020 |
| ------------- | ---- | ---- | ---- | ---- |
| Exploitations | 17   | 18   | 12   | 10   |
| SAU (ha)      | 244  | 283  | 252  | 137  |

Le nombre d'exploitations agricoles en activité et ayant leur siège dans la commune est passé de 17 lors du recensement agricole de 1988  à 18 en 2000 puis à 12 en 2010 et enfin à 10 en 2020, soit une baisse de 41 % en 32 ans. Le même mouvement est observé à l'échelle du département qui a perdu pendant cette période 60 % de ses exploitations,. La surface agricole utilisée sur la commune a également diminué, passant de 244 ha en 1988 à 137 ha en 2020. Parallèlement la surface agricole utilisée moyenne reste stable à 14 ha.

## Culture locale et patrimoine

### Lieux et monuments
- Pont-Vieux[36]  Ce pont a servi de cadre pour la scène dite la noyade en 1961 pour le film d'André Hunebelle : Le Miracle des loups.
- Église Saint-Christophe de Rieux-en-Val.

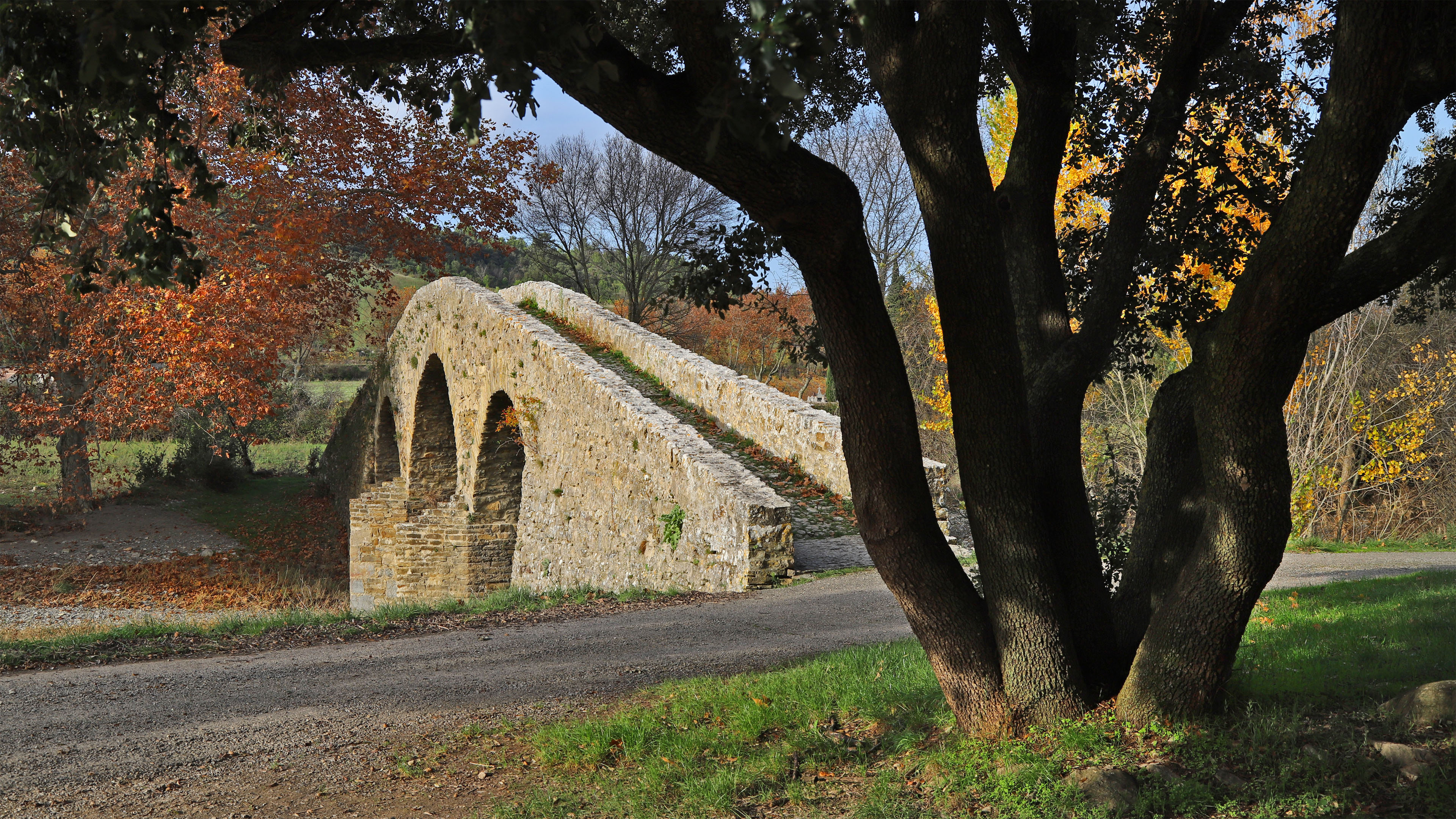
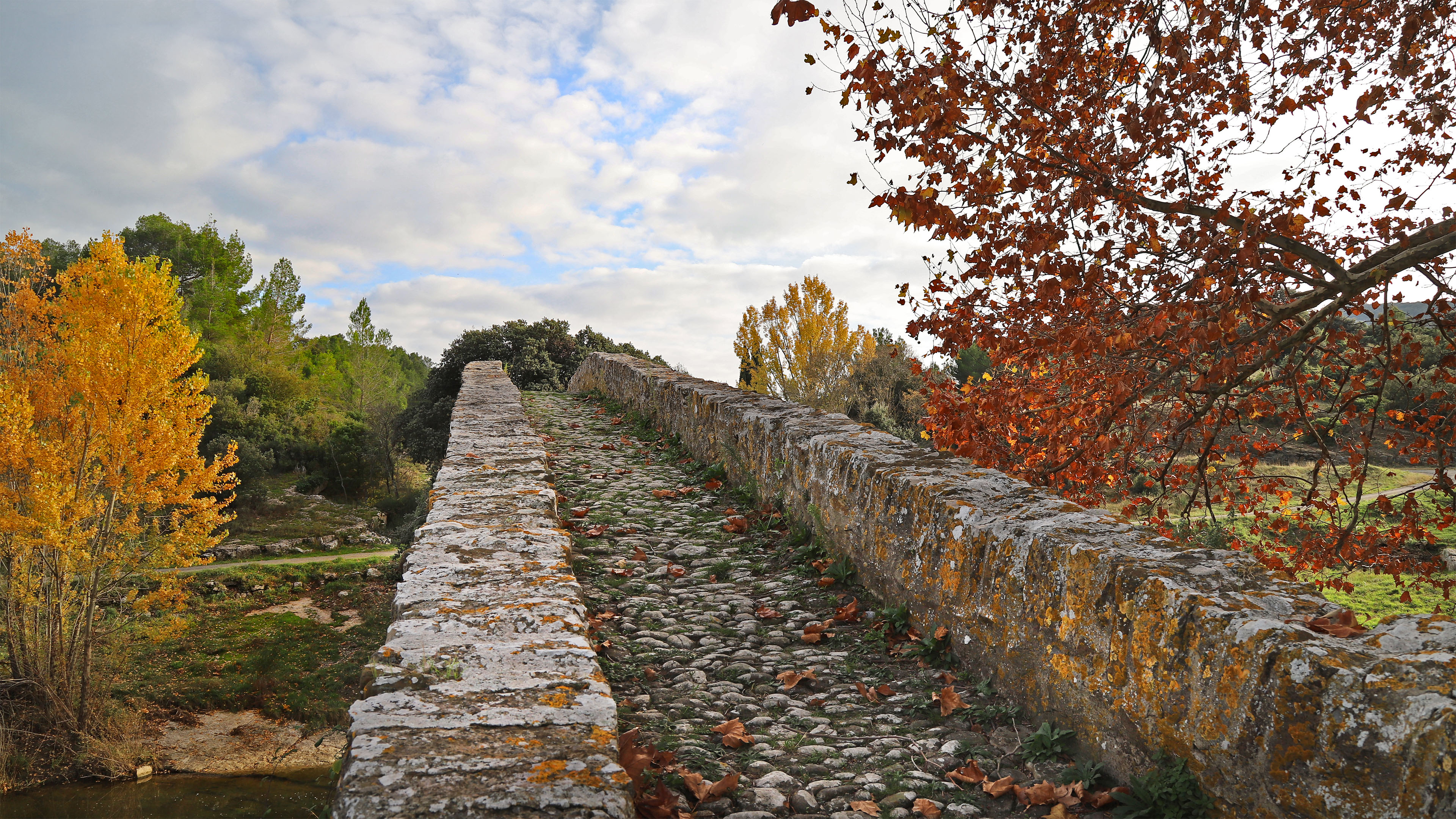
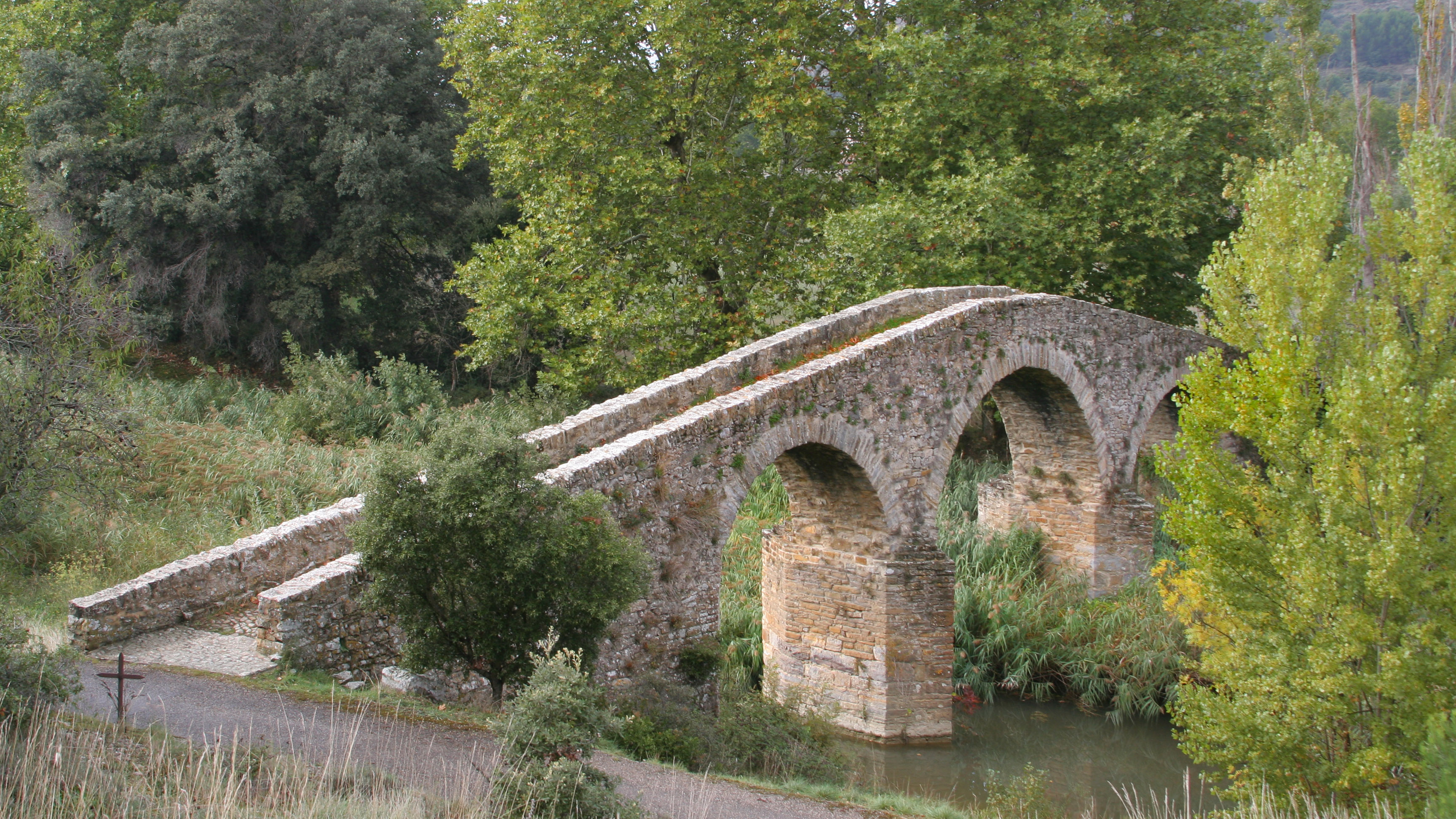
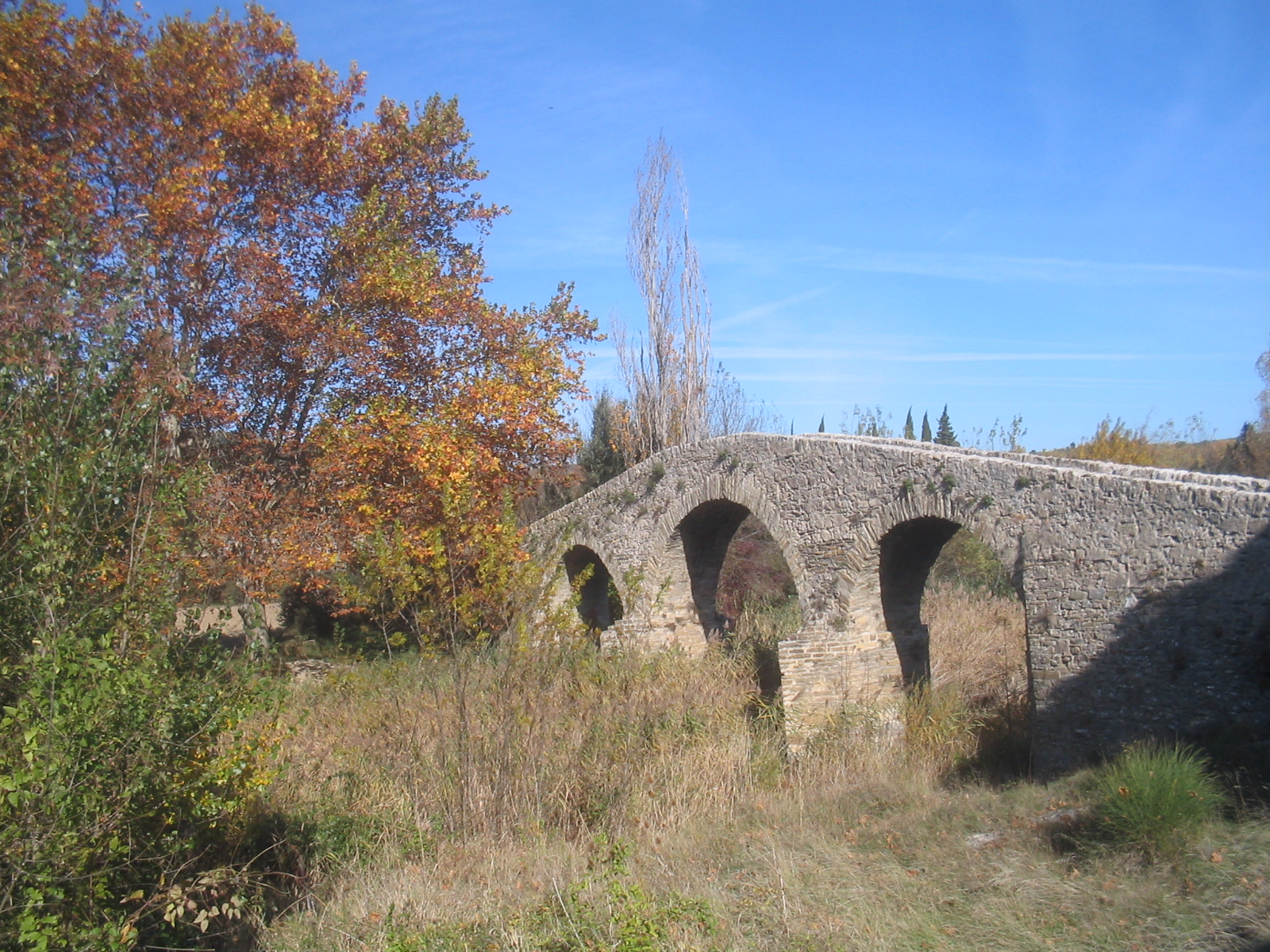
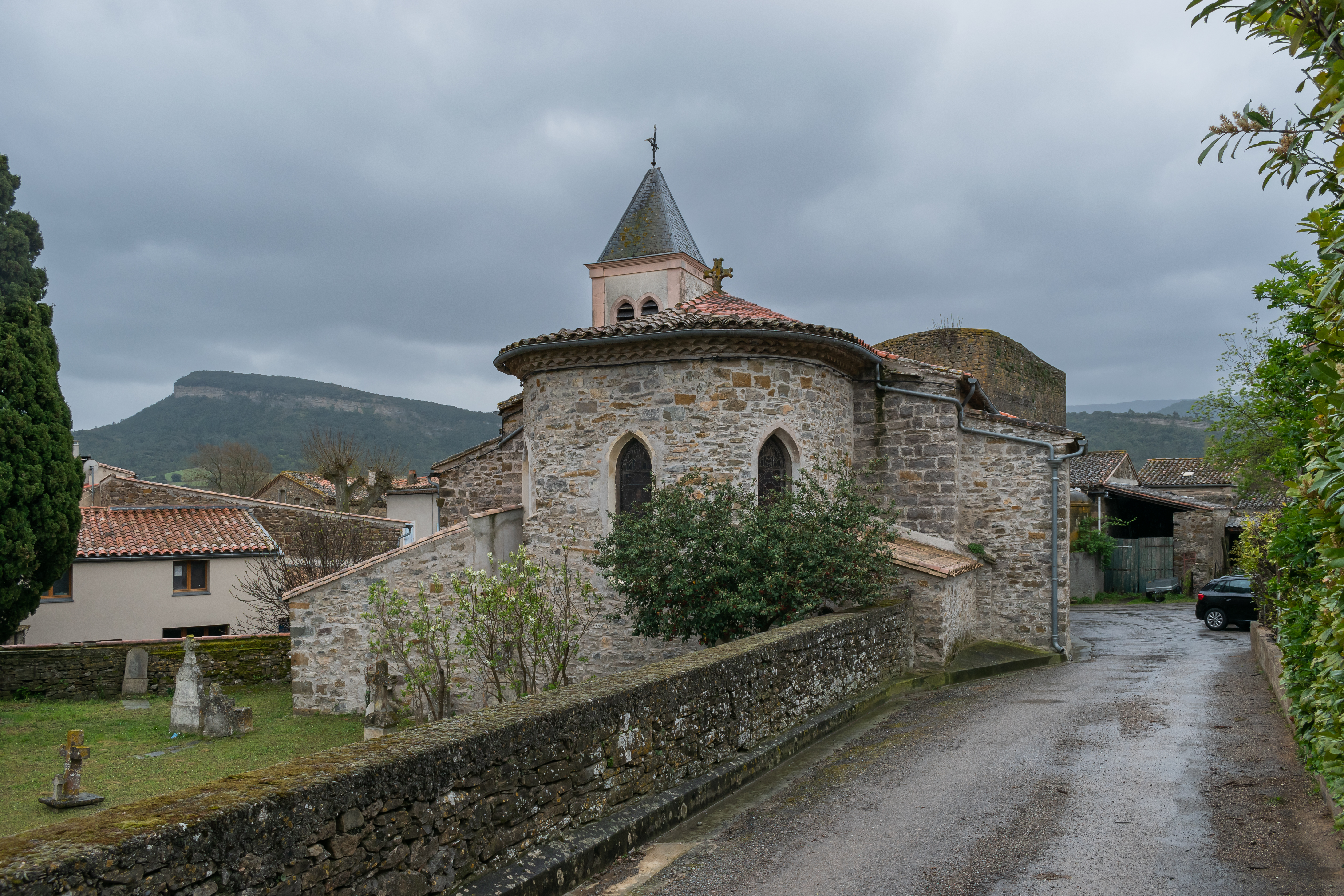
Église Saint-Christophe

- Pierre-Droite, menhir

### Héraldique
| Blason de Rieux-en-Val | Blason  | De sinople à un croissant d'argent.              |
| Blason de Rieux-en-Val | Détails | Le statut officiel du blason reste à déterminer. |